# Naturschutzgebiet Burhagener Weg

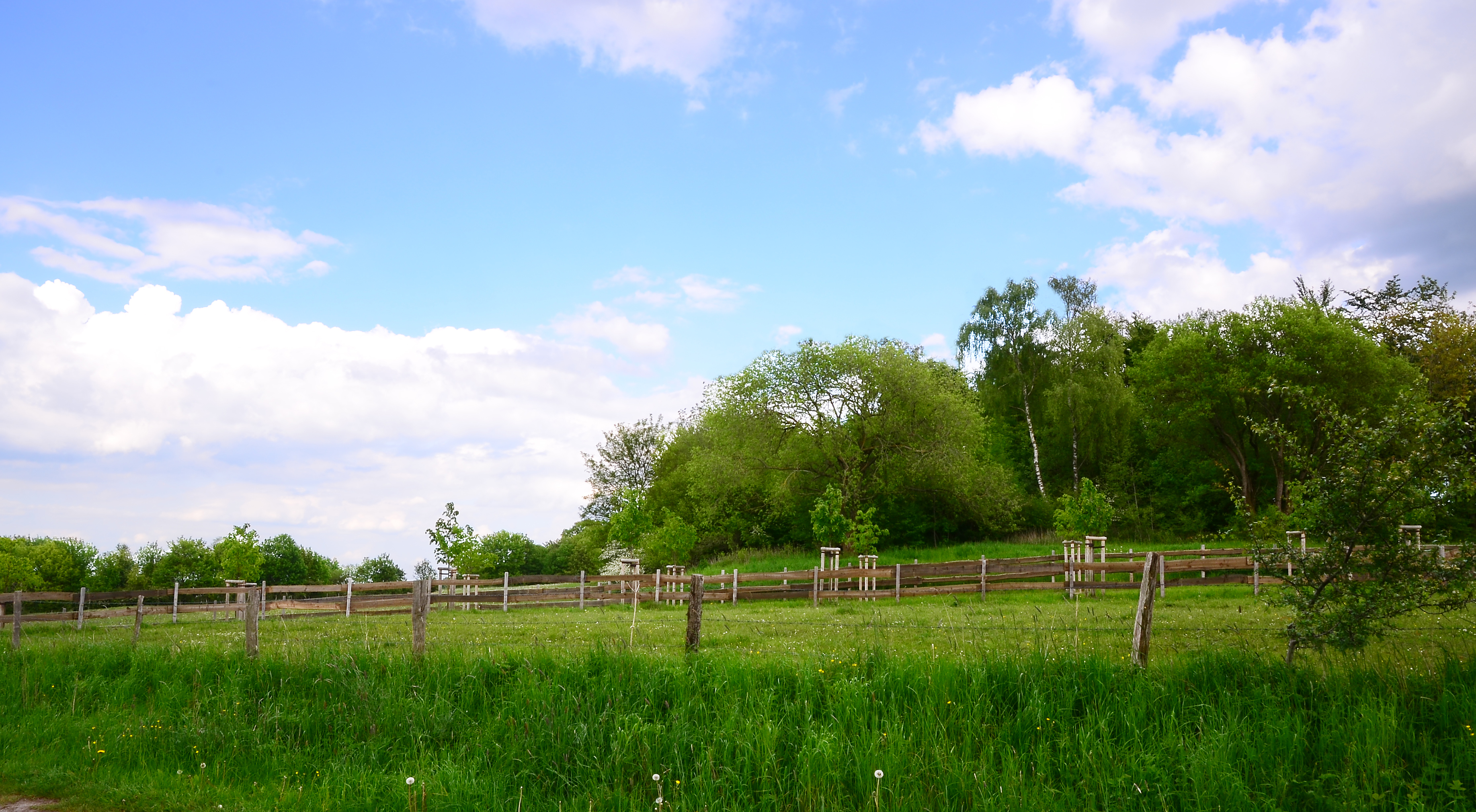
Naturschutzgebiet Burhagener Weg

Das Naturschutzgebiet Burhagener Weg mit einer Größe von 9,05 ha liegt südwestlich von Brilon. Das Gebiet wurde 2008 mit dem Landschaftsplan Briloner Hochfläche durch den Hochsauerlandkreis als Naturschutzgebiet (NSG) ausgewiesen. Das NSG ist Teil des FFH-Gebietes Kalkkuppen bei Brilon (DE 4617-303). Das NSG grenzt direkt an den Ortsrand von Brilon. Es ist eines von 31 Naturschutzgebieten in Brilon, welche zur Gruppe der Kalkkuppen mit speziellen Verboten gehören.

## Gebietsbeschreibung
Beim NSG handelt es sich um ein ehemaliges Kalkspat-Abbaugebiet mit aufgelassener Kalkspatabgrabung und Grünland. Diese Kalkspatabgrabung ist im Gelände nördlich und östlich der eigentlichen Geländekuppe mit mehreren einzelnen Hohlformen sichtbar. Eine Hohlform weist ein Stollenmundloch auf. Der Landschaftsplan führt zum NSG auf: „Trotz der nachfolgenden Nutzung des Spatganges zur Trinkwassergewinnung hat sich an den bis zu 15 m hohen Felswänden der Einschnitte und Trichter eine typische, naturnahe Kalkfelsvegetation entwickelt. Die Felsköpfe und Simse beherbergen Arten versaumter Kalkmagerrasen. Der flächengrößere ‚Rest‘ des NSG besteht nordwestlich und nordöstlich des Spatganges aus überwiegend artenreichem Weidegrünland, das nach Süden in stärker baumbestandene Teilflächen übergeht. Die Bestockung wurde in der Vergangenheit im Zuge der Pflege des bereits ausgewiesenen NSG schon zugunsten des Grünlandanteils zurückgedrängt, so dass hier längerfristig ein rel. flächengroßes, kompaktes Magergrünland mit blütenreichen Saumgesellschaften (insbes. im Süden) erhalten werden kann. Der Südosten des Gebietes weist Sukzessionsflächen aus dem ehemaligen Spatabbau und artenreiche Kalkhalbtrockenrasen auf; hier erreicht der Anteil seltener und gefährdeter Pflanzenarten sein Gebietsmaximum. Am Ostrand des Gebietes wurde ein bisher intensiver genutztes Grünland als Pufferzone zur heranrückenden Bebauung einbezogen, das nicht Teil des hier gemeldeten FFH-Gebietes ist. Beeinträchtigungen des NSG liegen neben den tlw. bereits zurückgedrängten, standortfremden Nadelholzbestockungen vor allem in Form einer hölzernen Freizeithütte und einiger landwirtschaftlicher Nebengebäude vor. Diese Einrichtungen sollten – soweit nicht zur Gebietspflege erforderlich – auf verwaltungsrechtlichen Bestandsschutz überprüft und möglichst entfernt werden.“
Es wurden durch das LANUV Pflanzenarten wie Acker-Hornkraut, Acker-Witwenblume, Aufgeblasenes Leimkraut, Berg-Platterbse, Braunstieliger Streifenfarn, Breitblättriger Thymian, Dornige Hauhechel, Echte Nelkenwurz, Echter Wiesenhafer, Echtes Johanniskraut, Echtes Labkraut, Frühlings-Fingerkraut, Frühlings-Segge, Gelbes Sonnenröschen, Gemeiner Frauenmantel, Gewöhnliches Ferkelkraut, Heide-Labkraut, Kleiner Wiesenknopf, Kleines Habichtskraut, Knolliger Hahnenfuß, Mauerlattich, Mauerraute, Mittlerer Wegerich, Nickendes Leimkraut, Rundblättrige Glockenblume, Ruprechtskraut, Tauben-Skabiose, Waldmeister, Wiesen-Bocksbart, Wiesen-Flockenblume, Wiesen-Margerite und Wiesen-Schlüsselblume nachgewiesen.

## Schutzzweck
Wie bei allen Naturschutzgebieten in Deutschland wurde in der Schutzausweisung darauf hingewiesen, dass das Gebiet „wegen der Seltenheit, besonderen Eigenart und Schönheit des Gebietes“ zum Naturschutzgebiet wurde. Der Landschaftsplan führt zum NSG auf: „Erhaltung und weitere Optimierung eines vielfältigen Biotopmosaiks, das sich durch die Entwicklung aufgelassener Kalkspatgruben und durch die weitgehend extensive Grünlandnutzung einer flachgründigen Kalkkuppe herausgebildet hat, als Lebens- und Rückzugsraum für Tier- und Pflanzenarten des strukturreichen Offenlandes und der Kalkmagerrasengesellschaften sowie als wichtige Teilfläche im regionalen Verbund ähnlicher Biotopstrukturen; Schutz von latent durch Verkippung gefährdeten, felsigen Hohlformen sowie von (potenziellen) Fledermausquartieren; Sicherung der Kohärenz und Umsetzung des europäischen Schutzgebietssystems ‚Natura 2000‘.“

## Verbote
Zu den normalen Verboten in Naturschutzgebieten kommen beim NSG Burhagener Weg wie bei den anderen 30 Kalkkuppen zusätzliche Verbote hinzu. Es ist verboten, die Kalkkuppen zu düngen, zu walzen und zu schleppen. Es dürfen nicht mehr als zwei Großvieheinheiten pro Hektar gleichzeitig weiden. Ferner darf erst ab dem 1. Juli eines Jahres gemäht werden.